# (7543) Prylis
(7543) Prylis – planetoida z grupy trojańczyków okrążająca Słońce w ciągu 11 lat i 272 dni w średniej odległości 5,16 j.a. Została odkryta 19 września 1973 roku przez Cornelisa i Ingrid van Houtenów oraz Toma Gehrelsa. Przed nadaniem nazwy planetoida nosiła oznaczenie tymczasowe (7543) 1973 SY.